# Zapote Arriba
Zapote Arriba är en ort i Mexiko.   Den ligger i kommunen San Felipe Orizatlán och delstaten Hidalgo, i den sydöstra delen av landet, 210 km norr om huvudstaden Mexico City. Zapote Arriba ligger 157 meter över havet och antalet invånare är 397.
Terrängen runt Zapote Arriba är varierad. Runt Zapote Arriba är det ganska tätbefolkat, med 248 invånare per kvadratkilometer. Närmaste större samhälle är Huejutla de Reyes, 14,4 km sydost om Zapote Arriba. Omgivningarna runt Zapote Arriba är en mosaik av jordbruksmark och naturlig växtlighet.